# Гасан Кронаворял
Гасан Кронаворял (Монах) (годы рож. и см. неизв.) — армянский князь Хачена в 1142—1182 годах, военачальник. В 1152 году женился на Мама (Мамкан) — дочери Кюрике I князя Мацнабердского княжества, от которой имел 6 сыновей.  Владения охватывали Атерк, Андаберд, Хаченаберд и Авкахахац. Из рода Араншаиков,  сын Вахтанга Сакара.  С 1140 годов на территории Хачена владел правами сюзерена. В 1182 году власть передал старшему сыну Вахтангу Тагаворазну, сам уединившись в Дадиванке (где служил его брат священник Григорис). Вёл строительные работы в Дадиванке.